# Museo di storia naturale sezione di zoologia La Specola
"La Specola", in via Romana a Firenze, è una delle sedi del Museo di Storia Naturale dell'Università di Firenze ed è erede del più antico museo scientifico d'Europa ad essere aperto al pubblico.
In particolare proprio in questo edificio (palazzo Torrigiani, già Bini) si trovava il nucleo centrale delle collezioni quando fu istituito il Reale Museo di fisica e storia naturale nel 1775, mentre oggi, dopo la separazione delle collezioni, ospita due collezioni distinte: quella zoologica con esempi di animali conservati soprattutto tramite impagliatura, e quella anatomica, con modelli in cera risalenti per lo più al Settecento. Il nome della Specola si riferisce all'osservatorio che il Granduca Pietro Leopoldo installò nel torrino, dove si trovava anche la stazione meteorologica di Firenze Museo La Specola.

## Collezione zoologica

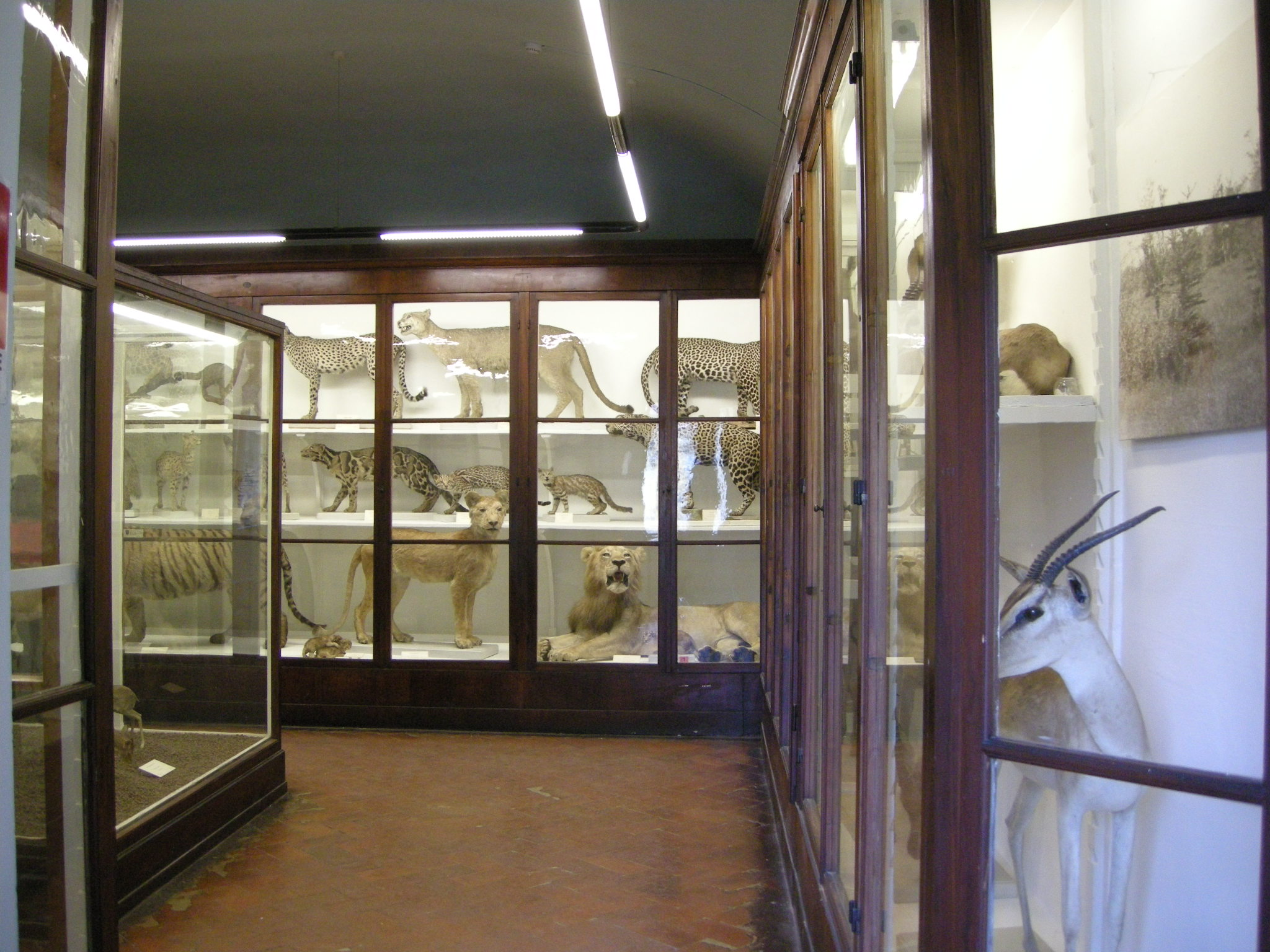
Sezione zoologica, felidi.

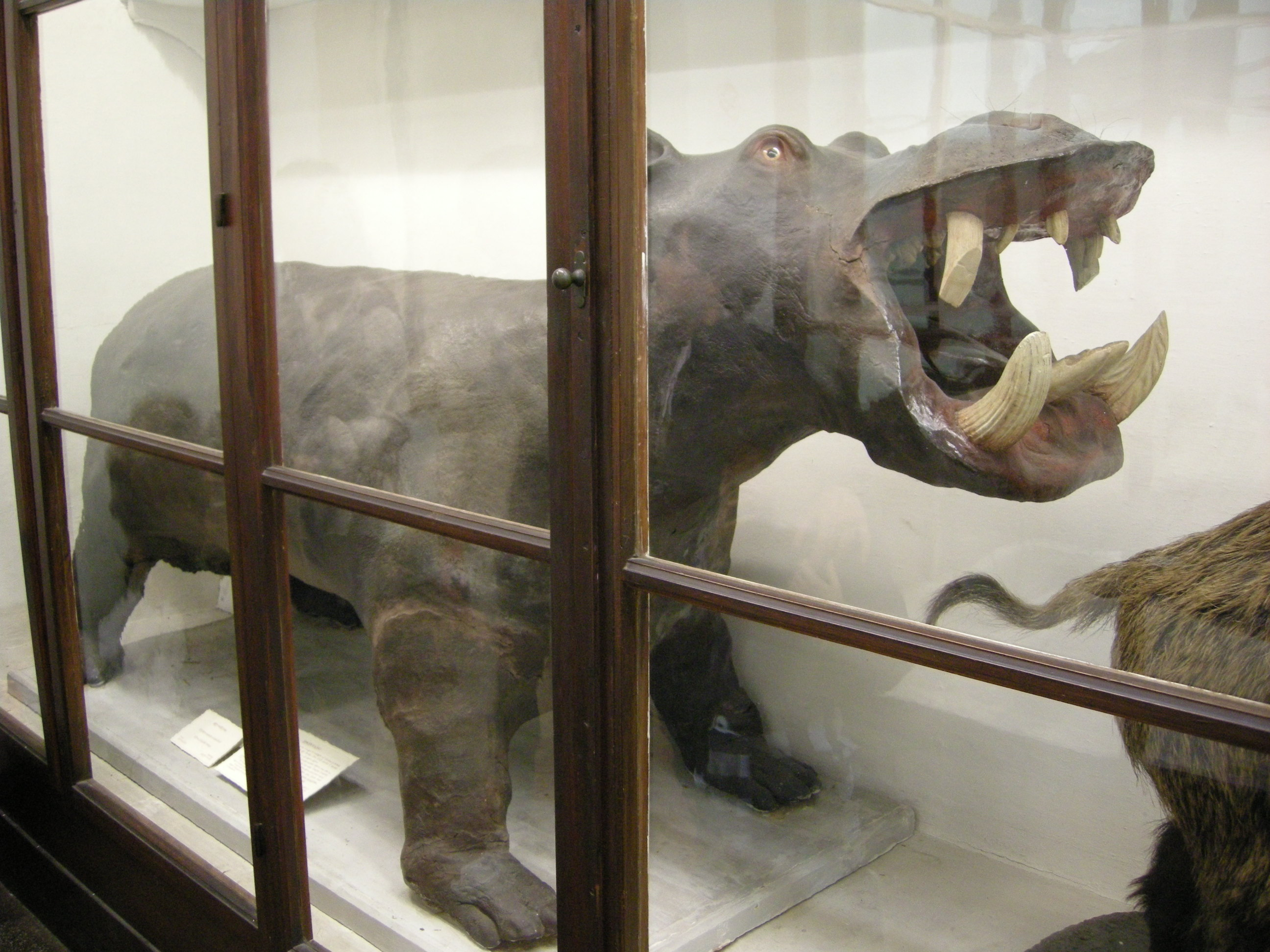
Ippopotamo di Boboli.

Le collezioni coprono un po' tutte le specie del regno animale.

### Invertebrati
- Sala II - Poriferi e Celenterati (spugne, coralli e meduse)
  - Particolarmente interessante il cosiddetto Cestello di Venere, una spugna molto ricercata (Euplectella aspergillum), considerata nelle Filippine o in Giappone come simbolo di fedeltà coniugale.
- Sala III - Molluschi
  - Sono qui esposti anche alcuni oggetti di madreperla ed altri tipi di conchiglie provenienti da collezioni medicee.
- Sala IV - Artropodi (Insetti)
  - Belle le vetrine sui Lepidotteri (farfalle), sia italiane che tropicali, sui coleotteri, fra cui un Coleottero Titano proveniente dall'Amazzonia (18 cm circa).
- Sala V - Artropodi (in particolare aracnidi) e Crostacei
  - Notevoli alcuni crostacei giganti dal Messico, ed alcune specie rare o semi-estinte.
- Sala VI - Vermi, terrestri, marini e parassitari.
- Sala VII - Echinodermi (ricci e stelle di mare).

### Rettili
- Sala VIII - Tartarughe (alcuni esemplari giganti dalle Galápagos) e coccodrilli
  - È presente anche un coccodrillo mummificato nell'Antico Egitto, arrivato a Firenze in seguito alla spedizione di Ippolito Rosellini del 1828-29.
- Sala IX - Anfibi e Squamati (Sauri e Serpenti)
  - Si conserva il calco di una salamandra gigante del Giappone, vissuta al Museo dal 1875 al 1918.

### Pesci
- Sala X - Pesci (rostri di pesce sega, storione, pesce re, ecc.)
- Sala XI - Pesci (squali, fossili viventi, ecc.)

### Uccelli
- Sala XVI e XVII - Avifauna italiana (collezione praticamente completa, con numerose rarità)
- Sala XVII - Nidi
- Sala XIX - Uccelli da tutto il mondo, con una vetrina di razze estinte dal XVIII al XX secolo.
  - Una delle sale più grandi, con esempi di struzzi, pappagalli, colibrì, ecc.
- Sala XX - Sala delle Paradisee
  - Anche questa molto grande e recentemente riallestita con nuove vetrine, contiene gli esemplari più spettacolari della classe degli uccelli (Del Paradiso e Giardinieri)

### Mammiferi
Divisi sistematicamente, vi si trovano molte specie conosciute, con particolare riguardo a quelle più esotiche: erbivori africani (numerose specie di antilopi), un raro esemplare di rinoceronte bianco, Felini di tutto il mondo. Una vera curiosità è il cosiddetto Ippopotamo di Boboli imbalsamato, un esotico regalo della seconda metà del Settecento al Granduca, che visse per qualche anno nel giardino di Boboli e che fu poi impagliato però, essendo un esemplare unico mai visto prima, fu arbitrariamente ricomposto secondo la fantasia dell'artigiano, che modellò erroneamente le zampe con una specie di piede canino.
- Nella Sala del "Conte di Torino" sono esposti alcuni dei molti trofei di caccia donati al museo dalla Famiglia Reale di Casa Savoia (rinoceronti, antilopi, babbuini...); è esposto anche un dente di narvalo, cetaceo artico.
- Vetrina Somalia - Recentemente rinnovata, espone un diorama con esemplari di quelle zone.
- Marsupiali - Canguri, opossum e il tilacino, un marsupiale della Tasmania estinto attorno al 1930.
- Primati - Scimmie amazzoniche, scimmie antropomorfe.

## Collezione di cere anatomiche
Unica al mondo per antichità e vastità (ne esiste una copia a Vienna, eseguita dalle stesse mani dei tecnici fiorentini), fu voluta dal Granduca Pietro Leopoldo e dal primo direttore del Reale Museo di fisica e storia naturale Felice Fontana con lo scopo di insegnare l'anatomia tridimensionalmente, senza bisogno di ricorrere sempre alla dissezione di cadaveri. Le statue e i modellini, tutti in cera e incredibilmente verosimili, furono realizzati tra il 1771 e la seconda metà del XIX secolo ed ammontano a circa 1400, dei quali quelli in esposizione sono solo una parte (qualcuna è anche alla facoltà di Medicina a Careggi e al Museo Galileo). Per la conservazione le cere richiedono una temperatura costante attorno ai diciotto gradi.
Particolarmente suggestive sono le figure intere, fra le quali lo Spellato, un corpo disteso con i muscoli e i vasi sanguigni visibili, fino ai capillari realizzati facendo scivolare la cera con fili di seta. Come modelli furono usati del cadaveri dell'Arciospedale di Santa Maria Nuova, dai quali si facevano dei modelli in argilla per fare i calchi in gesso nei quali veniva poi colato il miscuglio di cere, resine e coloranti. Di grande interesse scientifico sono i modelli di anatomia patologica, che ci espongono le condizioni di salute alla fine del Settecento.
Molte delle cere sono state eseguite da Clemente Susini e dai suoi allievi nell'Officina ceroplastica fiorentina.

### LeCere della peste
Gaetano Giulio Zumbo fu un ceroplasta siciliano le cui opere, commissionate dal granduca Cosimo III de' Medici tra il 1691 e il 1694, confluirono in questo museo per affinità di materiali, anche se molto più antiche e a soggetto non esclusivamente anatomico. Sono delle piccole rappresentazioni grottesche di gusto macabro e spaventoso tipico del Seicento, che ritraggono gli effetti della peste, con particolare attenzione all'orrore e alla decomposizione dei corpi. Provengono dal Museo Galileo, dove furono gravemente danneggiate in seguito all'alluvione di Firenze, ma per fortuna poterono essere ripristinate quasi tutte con un paziente e abilissimo restauro.

## La Tribuna di Galileo

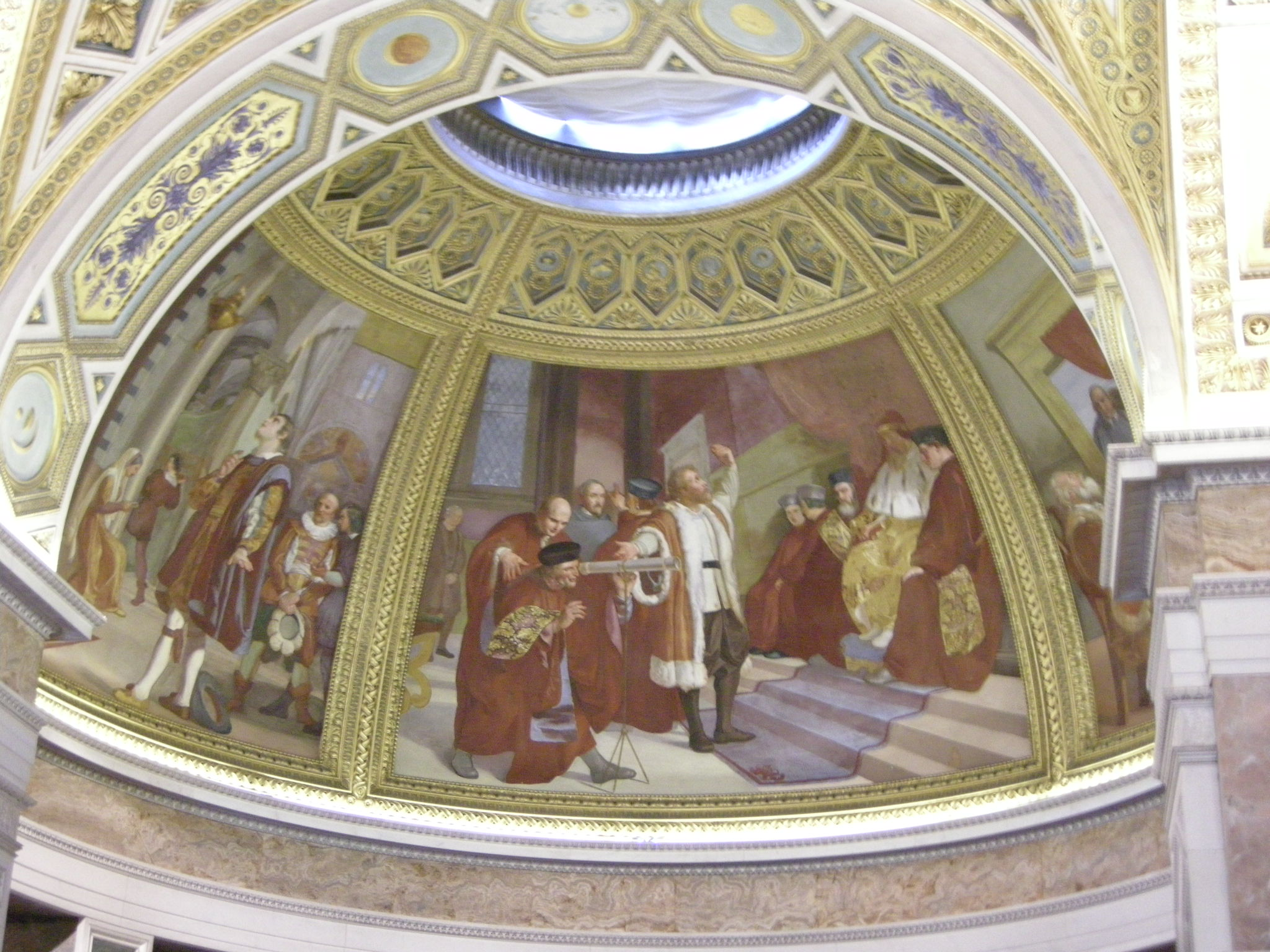
Uno degli affreschi della Tribuna di Galileo

È un raro esempio di stile neoclassico in città. Fu inaugurata nel 1841 dal Granduca Leopoldo II di Lorena per il III Congresso degli Scienziati Italiani, e presenta una grande statua di Galileo ed alcune pitture dedicate al sapere scientifico (per esempio di Nicola Cianfanelli). Qui un tempo erano esposti alcuni strumenti scientifici del grande scienziato assieme alle collezioni dell'Accademia del Cimento, che oggi si trovano nel Museo Galileo.
Nel 1998 la sala ha funto da studio televisivo per la diretta della serie documentaristica Viaggio nel cosmo, condotta da Piero Angela e presenziata da vari ospiti del momento, come Franco Pacini, Margherita Hack ed altri.

## Salone degli scheletri

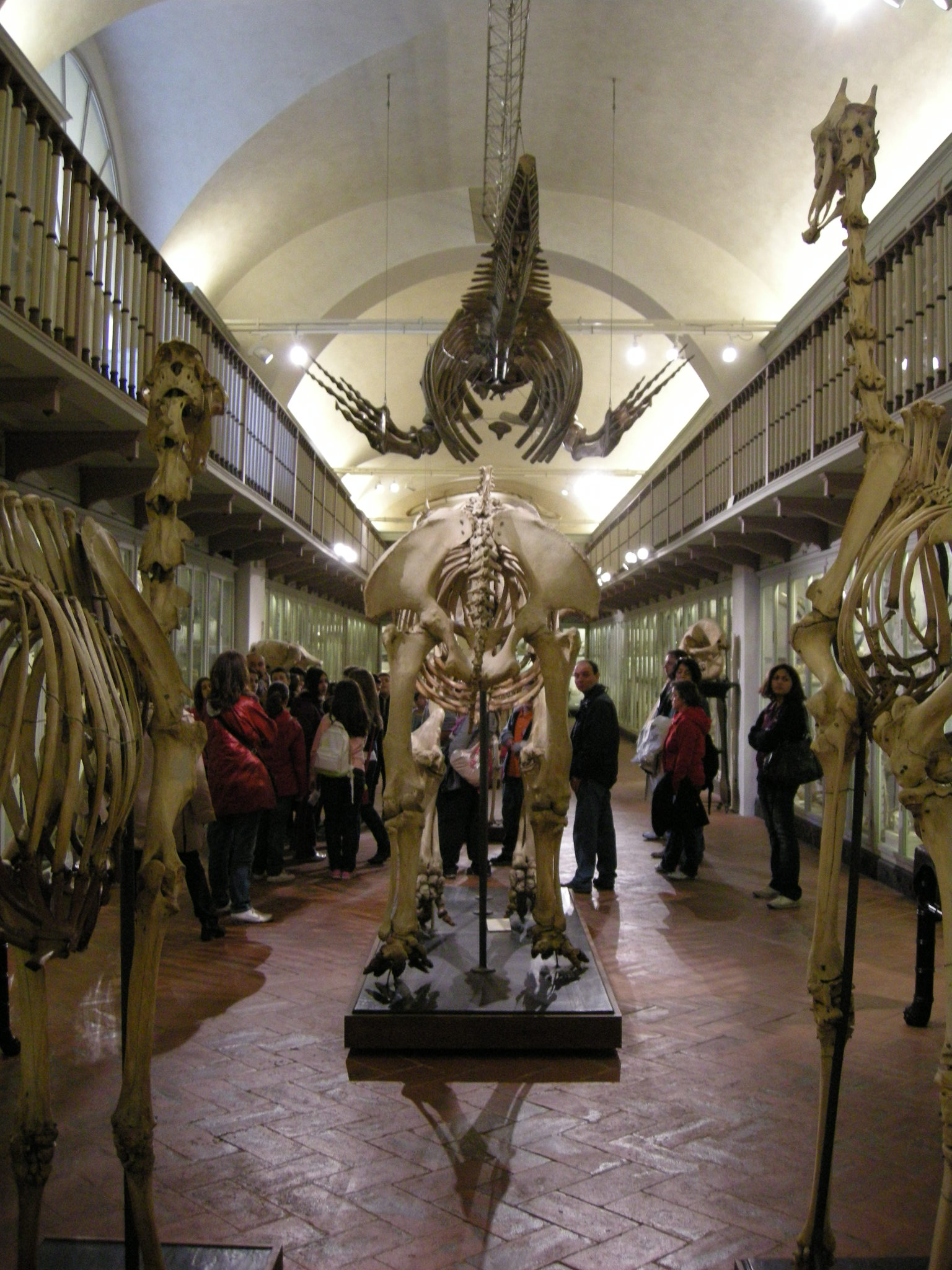
Salone degli scheletri

Il "Salone degli scheletri" è aperto solo in particolari occasioni, oppure con visita guidata su prenotazione. Conserva gli scheletri di numerosissime specie animali, tra cui spiccano le ricostruzioni degli elefanti e quella di una megattera, la più grande in un museo italiano. Si conservano anche pezzi di uno scheletro di un capodoglio, spiaggiato nel XIX secolo sulla costa livornese. Nelle vetrine sono conservati scheletri completi di numerose specie di uccelli, pesci, rettili e mammiferi, tra cui numerose scimmie e tre scheletri umani, di uomo, di donna e di bambino.

## Il Torrino astronomico
Progettato alla fine del XVIII secolo, il Torrino era un osservatorio astronomico. È composto da vari locali, ma gli ambienti più rilevanti sono la Sala della Meridiana, dove venivano osservati i passaggi dei corpi celesti, e la Sala Superiore Ottagona, da cui venivano compiute le osservazioni del cielo a 360 gradi. Ospita un campionario di oggetti provenienti dalle collezioni medicee, modelli in cera di piante e fiori a grandezza naturale risalenti al XVIII secolo, alcuni fogli dell’Erbario Centrale e Cesalpino, due tele dipinte di Bartolomeo Bimbi.